# Lüderitz
Lüderitz é uma cidade portuária da Namíbia, com cerca de 13 200 habitantes.
Situada no sudoeste do país, na baía de Angra Pequena, possui grande actividade pesqueira e conta com indústrias de conservas de crustáceos e de farinhas de peixe. Exporta diamantes e ferro.
A cidade é conhecida pela sua arquitetura colonial, incluindo obras no estilo Art Nouveau, e pela fauna, que inclui focas , pinguins , flamingos e avestruzes. Também há um pequeno museu na cidade, a qual encontra-se ao final de uma linha ferroviária, atualmente desativada, para Keetmanshoop.

## História
A cidade foi fundada em 1883, quando Heinrich Vogelsang adquiriu Angra Pequena e algumas áreas adjacentes, em nome de Adolf Lüderitz, um Hanseat de Bremen, na  Alemanha, do chefe local Nama. Lüderitz iniciou sua existência como entreposto comercial, com outras atividades, como a pesca e a coleta de guano.
Em 1909, após a descoberta de diamantes nas proximidades, Lüderitz apresentou um repentino surto de prosperidade, devido ao desenvolvimento da extração de diamantes na área. Em 1912, Lüderitz já contava com 1.100 habitantes, sem contar a população nativa. Apesar da localização pouco privilegiada, entre o mar e o deserto, houve um crescimento no comércio da cidade portuária, e surgiu o povoado adjacente de Kolmanskop, graças à extração de diamantes.
Após a derrota alemã na Primeira Guerra Mundial, a África do Sul assumiu a administração da África do Sudoeste, em 1915. A maioria dos alemães foram deportados de Lüderitz. contribuindo para a diminuição numérica de sua população. A partir de 1920, a extração de diamantes passou a ser exercida apenas em locais ao sul da cidade, como Pomona e Elizabeth Bay. Este desenvolvimento, consequentemente, levou à perda da importância do comércio de Lüderitz. Apenas pequenas empresas de pesca, tecelães e alguma atividade portuária permaneceram.
Amyr Klink, o navegador solitário brasileiro,  partiu do porto de Lüderitz em 9 de junho de 1984 em sua embarcação a remo, o Paraty, para uma perigosa e fascinante viagem rumo a Salvador na Bahia que o levaria a ser o primeiro ser humano a atravessar o Atlântico Sul a remo, feito que faria dele um navegador e um escritor mundialmente famoso cuja história está retratada no livro "Cem Dias Entre Céu e Mar".
Em julho de 2012, o Ministro dos Negócios Presidenciais da Namíbia, Albert Kawana, lançou uma proposta para a mudança de nome de Lüderitz, com o objetivo de substituir o nome que faz referência à época colonial. Entretanto, há oposição de parte da população a este projeto, uma vez que, até mesmo, os habitantes de Lüderitz referem-se como Buchters (do alemão Bucht, que significa, em português, "baía").

## Geografia
O porto está situado em águas com pouca profundidade, tornando-o inviável para navios modernos; isto tornou Walvis Bay o principal centro da indústria naval da Namíbia. Recentemente, contudo, a construção de um novo ancoradouro permitiu que navios pesqueiros de maior porte atracassem em Lüderitz. A cidade também modernizou-se para atrair turistas, incluindo uma área a beira-mar, com lojas e escritórios.
Na baía, localiza-se a ilha Shark, sede do Campo de Extermínio da Ilha Shark, que foi usada no Genocídio dos hererós e namaquas, entre 1904 e 1907.
Nos arredores da cidade, localiza-se a cidade-fantasma de Kolmanshop, um importante destino turístico. Outrora movimentada, esta cidade está, atualmente, abandonada, e corre o risco de ser enterrada, pelo acúmulo de areia, proveniente das dunas do Deserto da Namíbia.

## Demografia
A evolução histórica da população de Lüderitz é apresentada pela seguinte tabela:

## Economia e infraestrutura
A construção de um novo porto em Shearwater Bay, localizada a 30 km ao sul de Lüderitz ocorreu com o propósito de exportar o carvão de Botsuana, sendo que uma ferrovia de 1.600 km de extensão faz a conexão.

### Comunicações
Lüderitz tem um jornal local, que circula com frequência mensal, Buchter News. O jornal, que iniciou como uma fonte de leitura de língua inglesa, é mantido por voluntários da instituição de caridade britânica Project Trust. Recentemente, o jornal ganhou sua versão online , e novas iniciativas, como um fórum para a comunidade   são fomentadas pelos voluntários.

## Clima
Lüderitz tem um clima ligeiramente desértico (BWn, de acordo com a Classificação climática de Köppen-Geiger), com temperaturas agradáveis durante o ano. A média anual de precipitação é de 23 mm, e sua temperatura média é de 15,9 graus centígrados.
| Dados climatológicos para Lüderitz, Namíbia | Dados climatológicos para Lüderitz, Namíbia | Dados climatológicos para Lüderitz, Namíbia | Dados climatológicos para Lüderitz, Namíbia | Dados climatológicos para Lüderitz, Namíbia | Dados climatológicos para Lüderitz, Namíbia | Dados climatológicos para Lüderitz, Namíbia | Dados climatológicos para Lüderitz, Namíbia | Dados climatológicos para Lüderitz, Namíbia | Dados climatológicos para Lüderitz, Namíbia | Dados climatológicos para Lüderitz, Namíbia | Dados climatológicos para Lüderitz, Namíbia | Dados climatológicos para Lüderitz, Namíbia | Dados climatológicos para Lüderitz, Namíbia |
| Mês                                         | Jan                                         | Fev                                         | Mar                                         | Abr                                         | Mai                                         | Jun                                         | Jul                                         | Ago                                         | Set                                         | Out                                         | Nov                                         | Dez                                         | Ano                                         |
| ------------------------------------------- | ------------------------------------------- | ------------------------------------------- | ------------------------------------------- | ------------------------------------------- | ------------------------------------------- | ------------------------------------------- | ------------------------------------------- | ------------------------------------------- | ------------------------------------------- | ------------------------------------------- | ------------------------------------------- | ------------------------------------------- | ------------------------------------------- |
| Temperatura máxima média (°C)               | 23                                          | 22                                          | 22                                          | 21                                          | 20                                          | 19                                          | 19                                          | 18                                          | 18                                          | 19                                          | 20                                          | 22                                          | 20,3                                        |
| Temperatura mínima média (°C)               | 14                                          | 14                                          | 14                                          | 13                                          | 11                                          | 11                                          | 10                                          | 10                                          | 10                                          | 11                                          | 12                                          | 12                                          | 11,9                                        |
| Precipitação (mm)                           | 2                                           | 2                                           | 4                                           | 3                                           | 2                                           | 3                                           | 2                                           | 2                                           | 1                                           | 1                                           | 0                                           | 1                                           | 23                                          |
| Fonte: World Climate Guide agosto de 2012   |                                             |                                             |                                             |                                             |                                             |                                             |                                             |                                             |                                             |                                             |                                             |                                             |                                             |

## Esporte
Em Lüderitz é disputada a Lüderitz Speed Challenge (Desafio de Velocidade de Lüderitz), o único evento internacional disputado na cidade. É uma competição de vela anual, que dura um mês, disputada no último quadrimestre ao ano, com o apoio da Federação Internacional de Vela (ISAF).
Em 1984, Lüderitz foi o ponto de partida para o explorador e velejador brasileiro Amyr Klink, que, com sucesso, cruzou o Oceano Atlântico através de um barco a remo, chegando ao litoral brasileiro (mais precisamente à Praia da Espera, no litoral baiano após 100 dias.

## Locais de interesse
|  |

- Felsenkirche (em português: Igreja da Pedra), no Diamond Hill (Morro do Diamante), uma igreja em estilo gótico, datada de 1912. Após a "febre do diamante" de 1908 e a conclusão da linha férrea para Keetmanshoop, instalou-se, permanentemente, em Lüderitz, população branca em significativo número. Como resultado deste fato, várias igrejas foram construídas. Felsenkirche, uma das mais antigas igrejas luteranas na Namíbia, é um monumento nacional desde 1978.[8]
- Goerke-Haus, construção em estilo Art Nouveau (1909-1911), tendo servido, posteriormente, como casa dos magistrados.

## Galeria de imagens

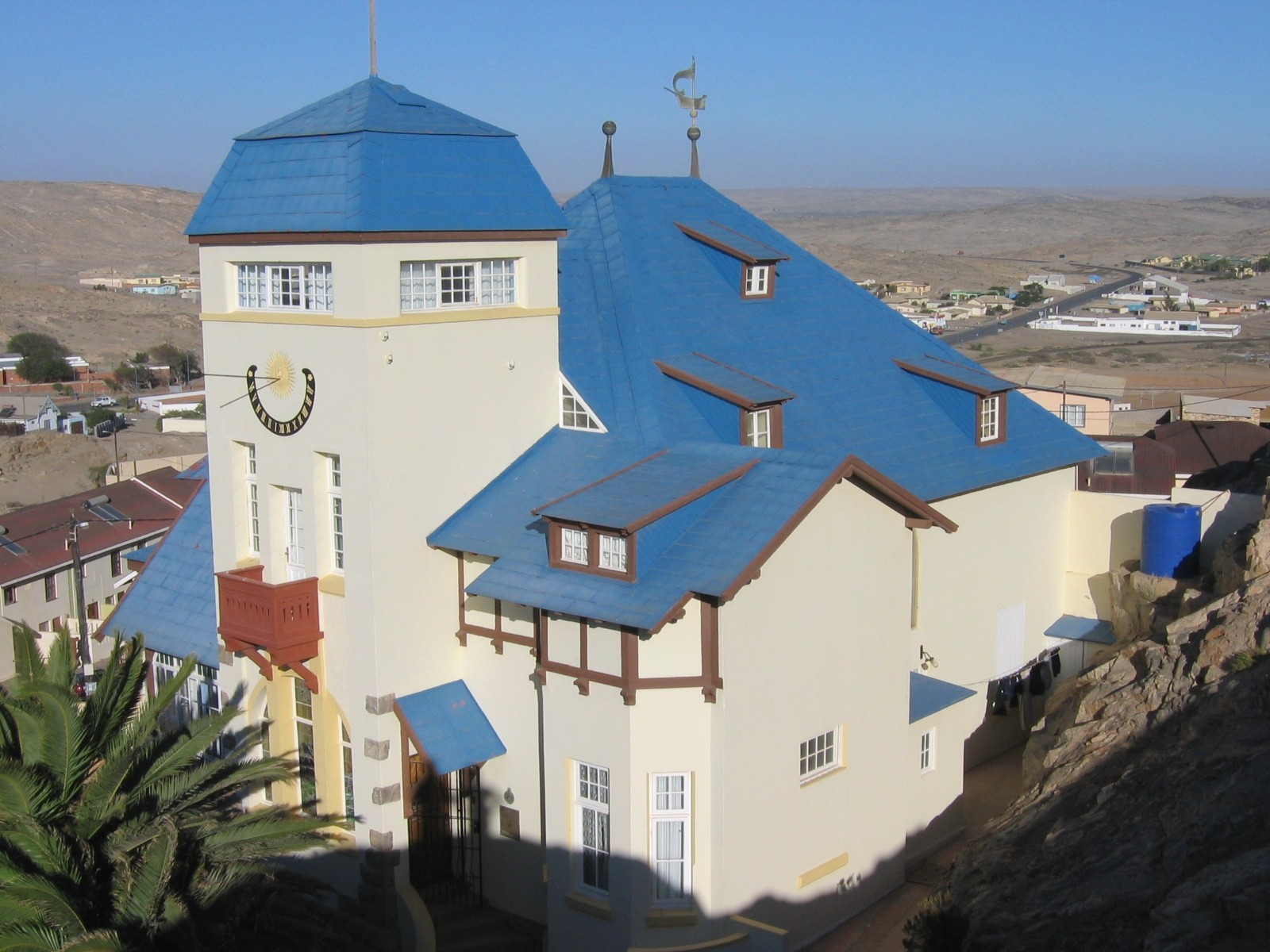
Goerke Haus
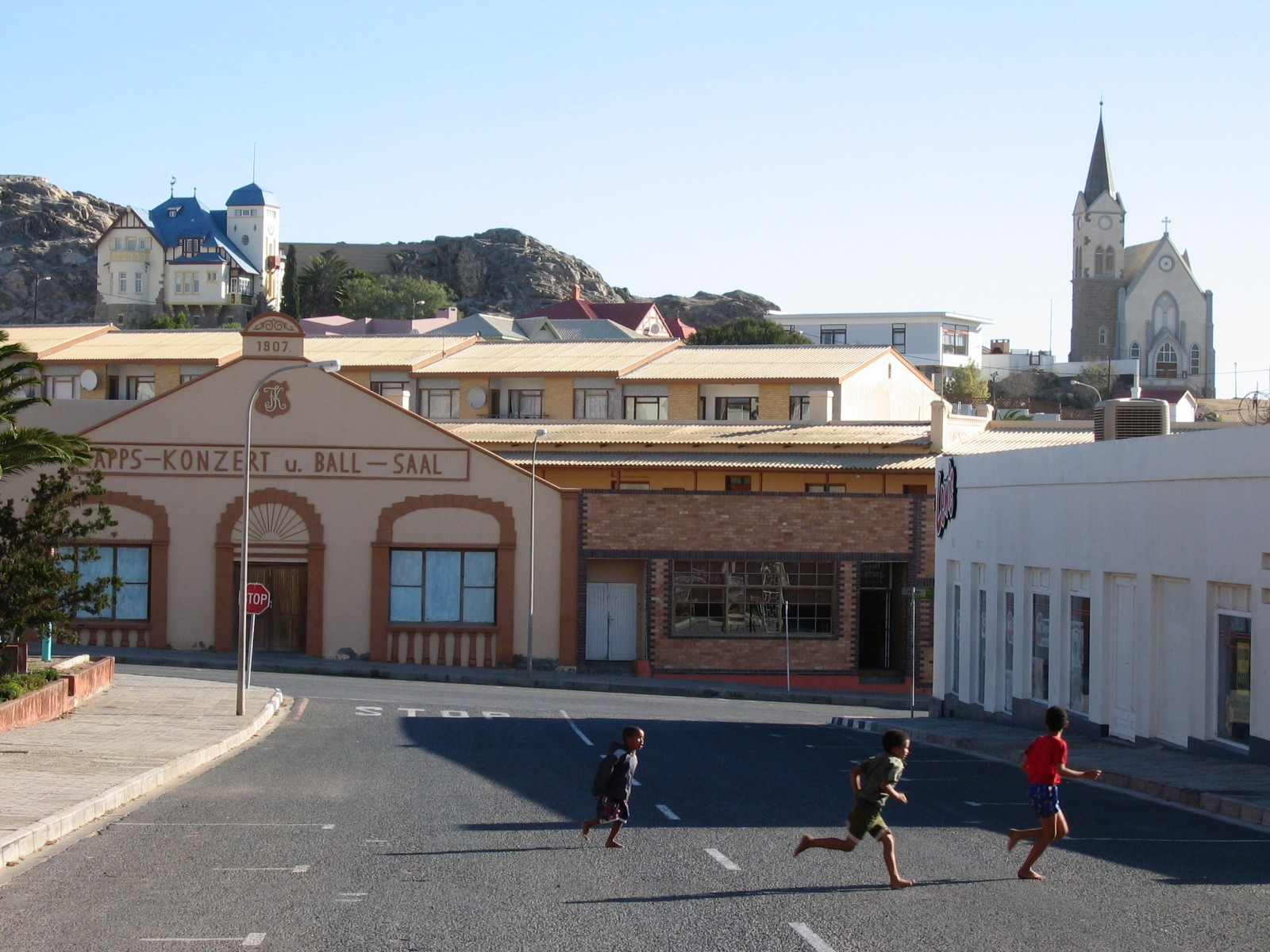
Kapps-Ballsaal com a Felsenkirche e Goerke Haus ao fundo
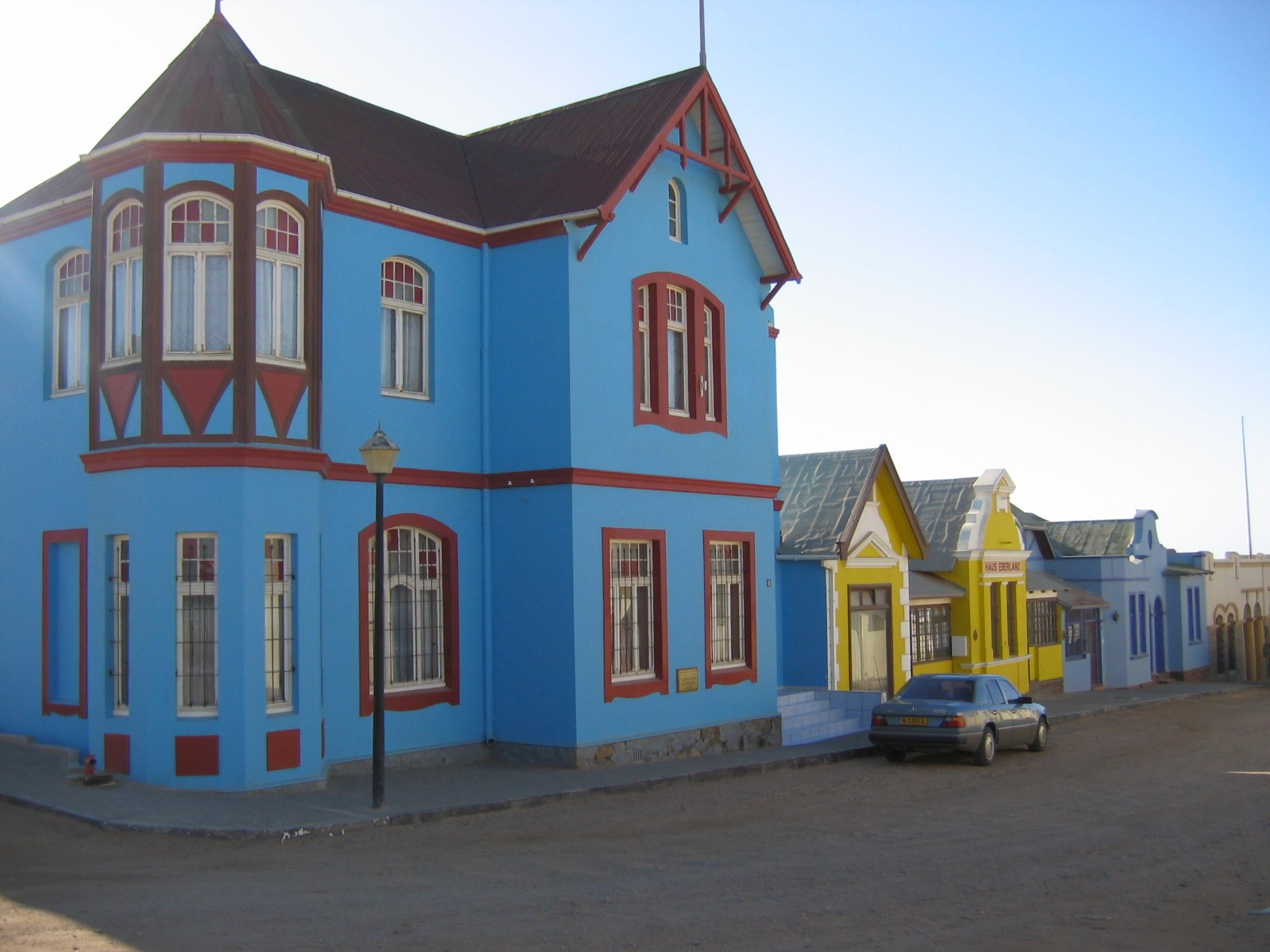
Bergstraße
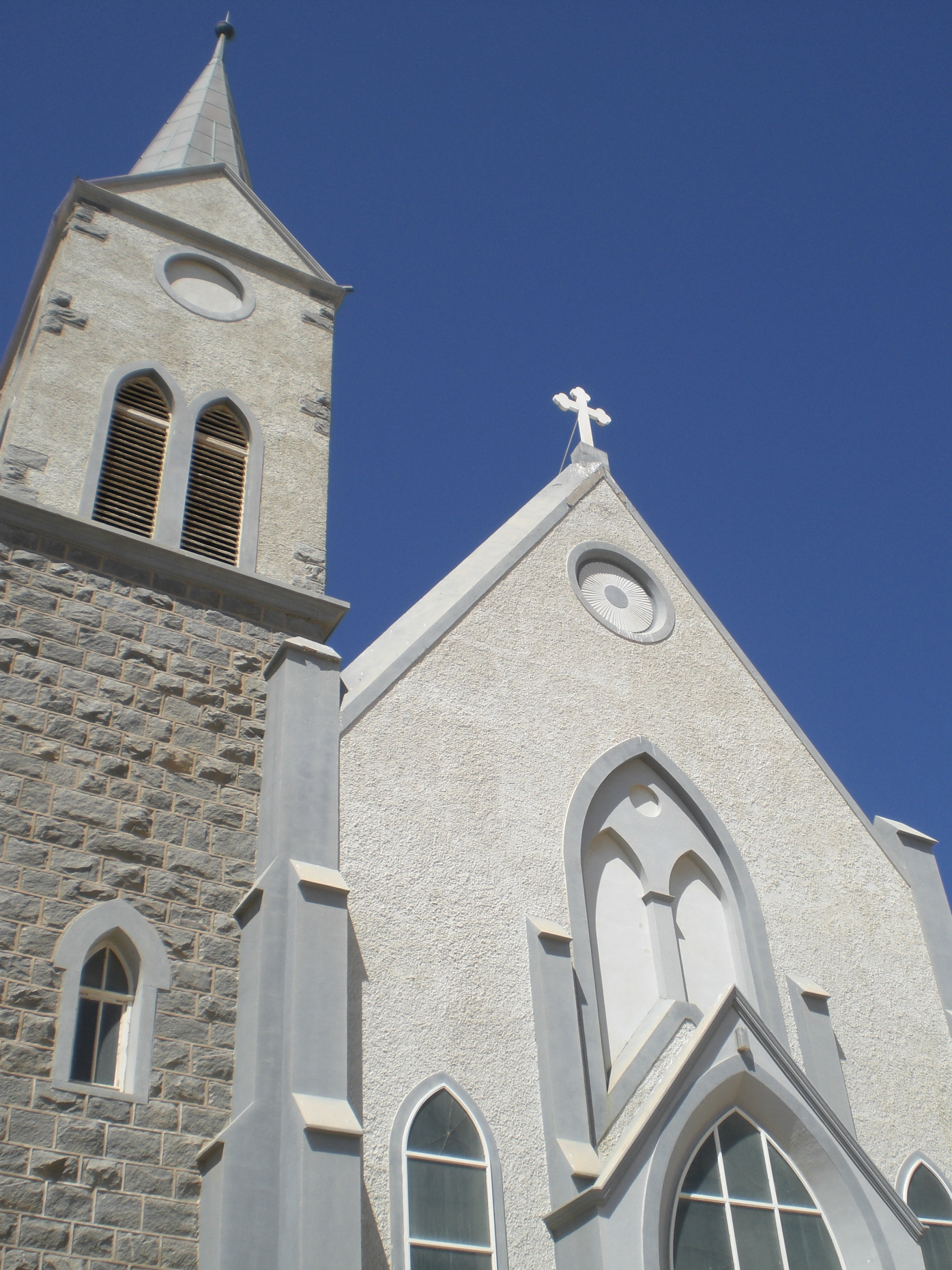
Felsenkiche
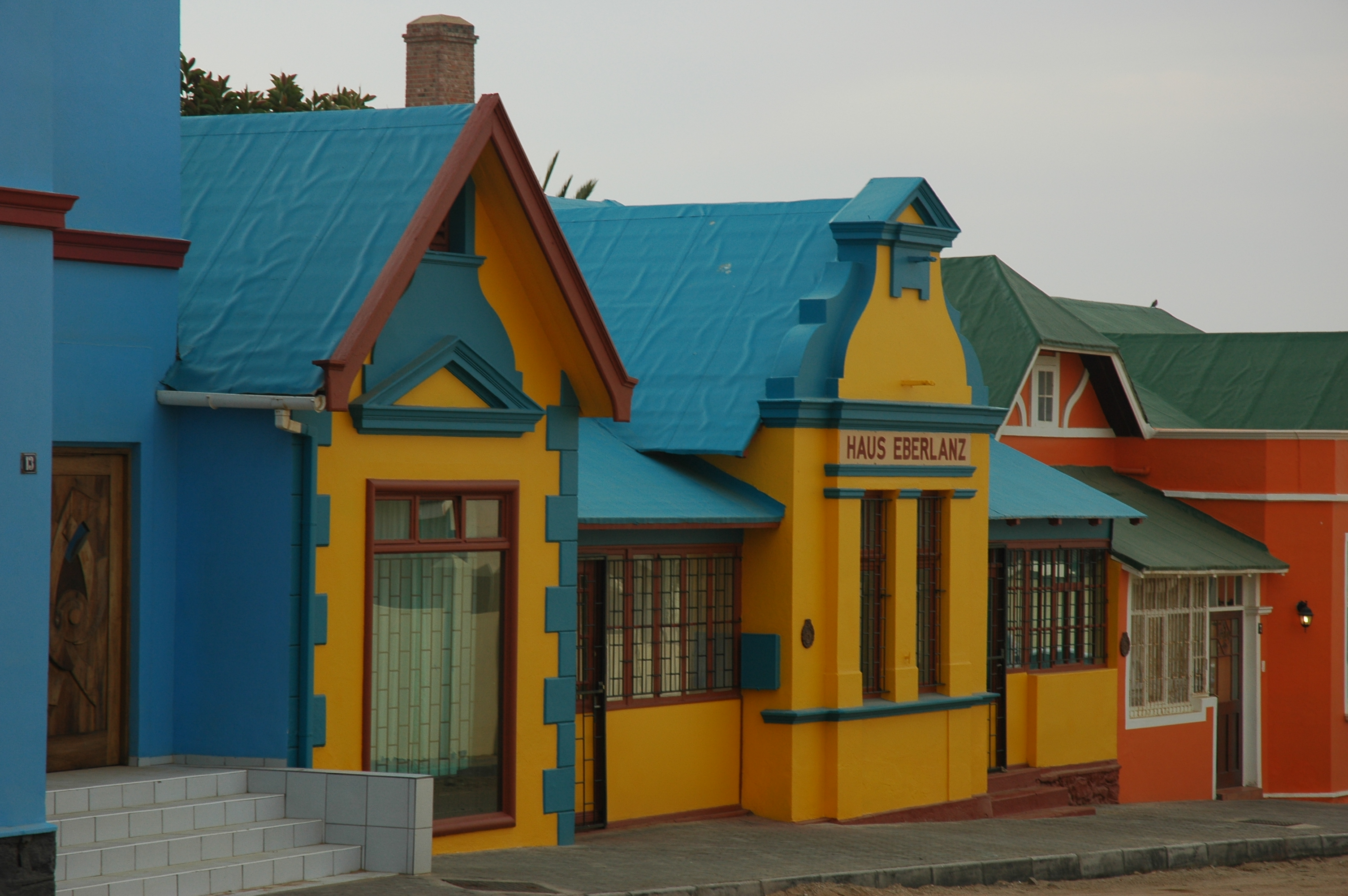
Construções em estilo colonial